# Edmond Médécin
Edmond Félix Ange Médécin (ur. 20 listopada 1898 w Monako, zm. 16 lutego 1951) – monakijski lekkoatleta, olimpijczyk. Brał udział w igrzyskach w roku 1920 w Antwerpii, gdzie prócz startów pełnił również funkcję chorążego reprezentacji. Nie zdobył żadnych medali.

## Wyniki olimpijskie
| Igrzyska | Konkurencja        | Eliminacje    | Eliminacje       | Finał | Finał                 |
| Igrzyska | Konkurencja        | Czas          | Miejsce          | Czas | Miejsce               |
| -------- | ------------------ | ------------- | ---------------- | --- | --------------------- |
| IO 1920  | Bieg na 100 metrów | czas nieznany | 5. w swoim biegu | → Nie awansował dalej | → Nie awansował dalej |
| IO 1920  | Bieg na 200 metrów | czas nieznany | 5. w swoim biegu | → Nie awansował dalej | → Nie awansował dalej |
| IO 1920  | Skok w dal         | 6,03 m        | 21.              | → Nie awansował dalej | → Nie awansował dalej |
| IO 1920  | Pięciobój          |               |                  | Rzut oszczepem - 30,00 m Bieg na 200 m - 24,00 s. Rzut dyskiem - 31,37 m Skok w dal - 6,21 m Bieg na 1500 m - nie zakwalifikował się | 15.                   |